# Rovegno
Rovegno is een gemeente in de Italiaanse provincie Genua (regio Ligurië) en telt 551 inwoners (31-12-2004). De oppervlakte bedraagt 45,0 km², de bevolkingsdichtheid is 12 inwoners per km².
De volgende frazioni maken deel uit van de gemeente: Casanova, Foppiano, Garbarino, Isola, Loco, Moglia, Pietranera, Spescia.

## Demografie
Rovegno telt ongeveer 366 huishoudens. Het aantal inwoners daalde in de periode 1991-2001 met 14,7% volgens cijfers uit de tienjaarlijkse volkstellingen van ISTAT.
| Jaar | Inwoneraantal |
| ---- | ------------- |
| 1991 | 654           |
| 2001 | 558           |

## Geografie
De gemeente ligt op ongeveer 658 m boven zeeniveau.
Rovegno grenst aan de volgende gemeenten: Fascia, Fontanigorda, Gorreto, Ottone (PC), Rezzoaglio.

## Galerij

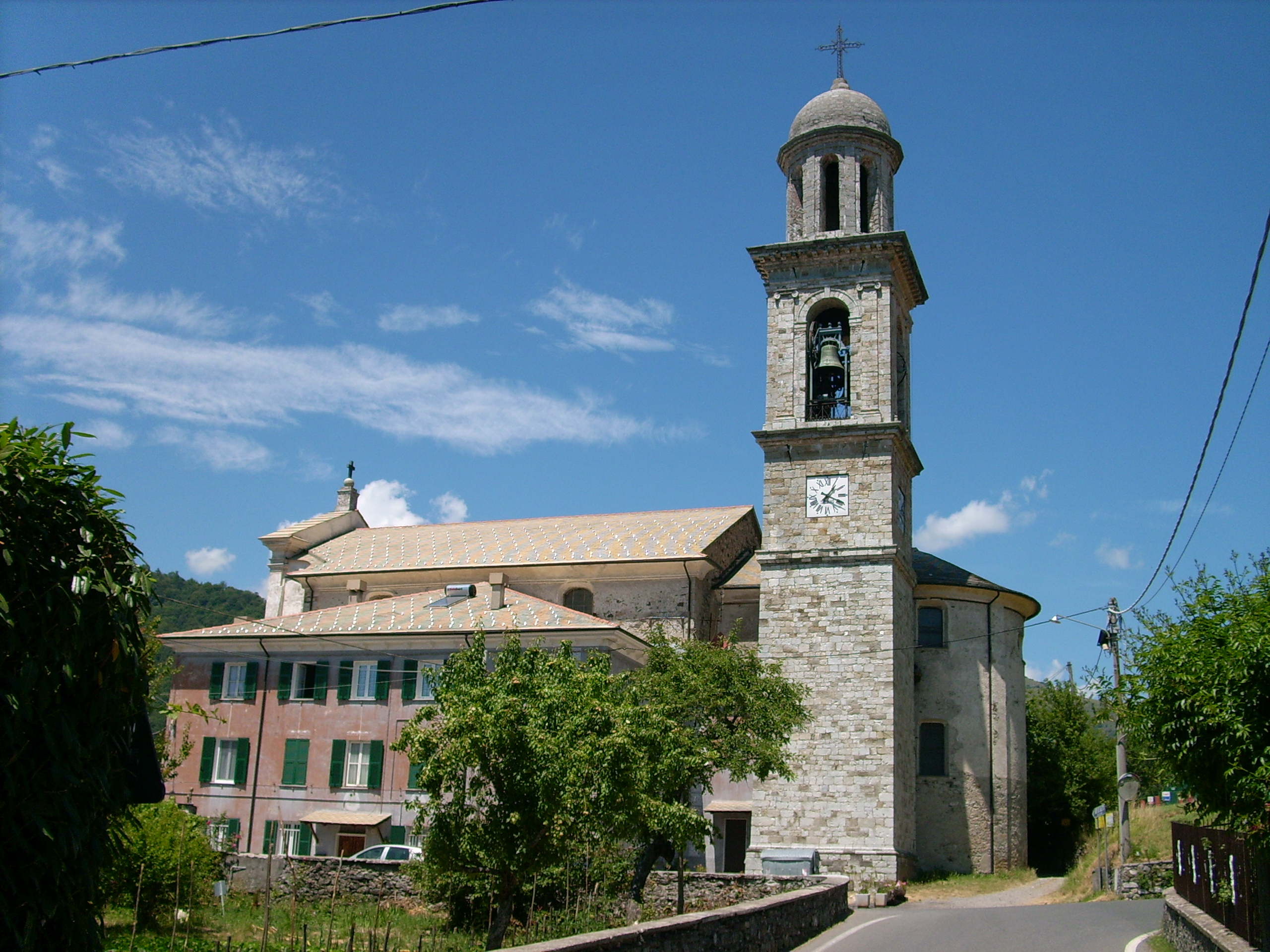
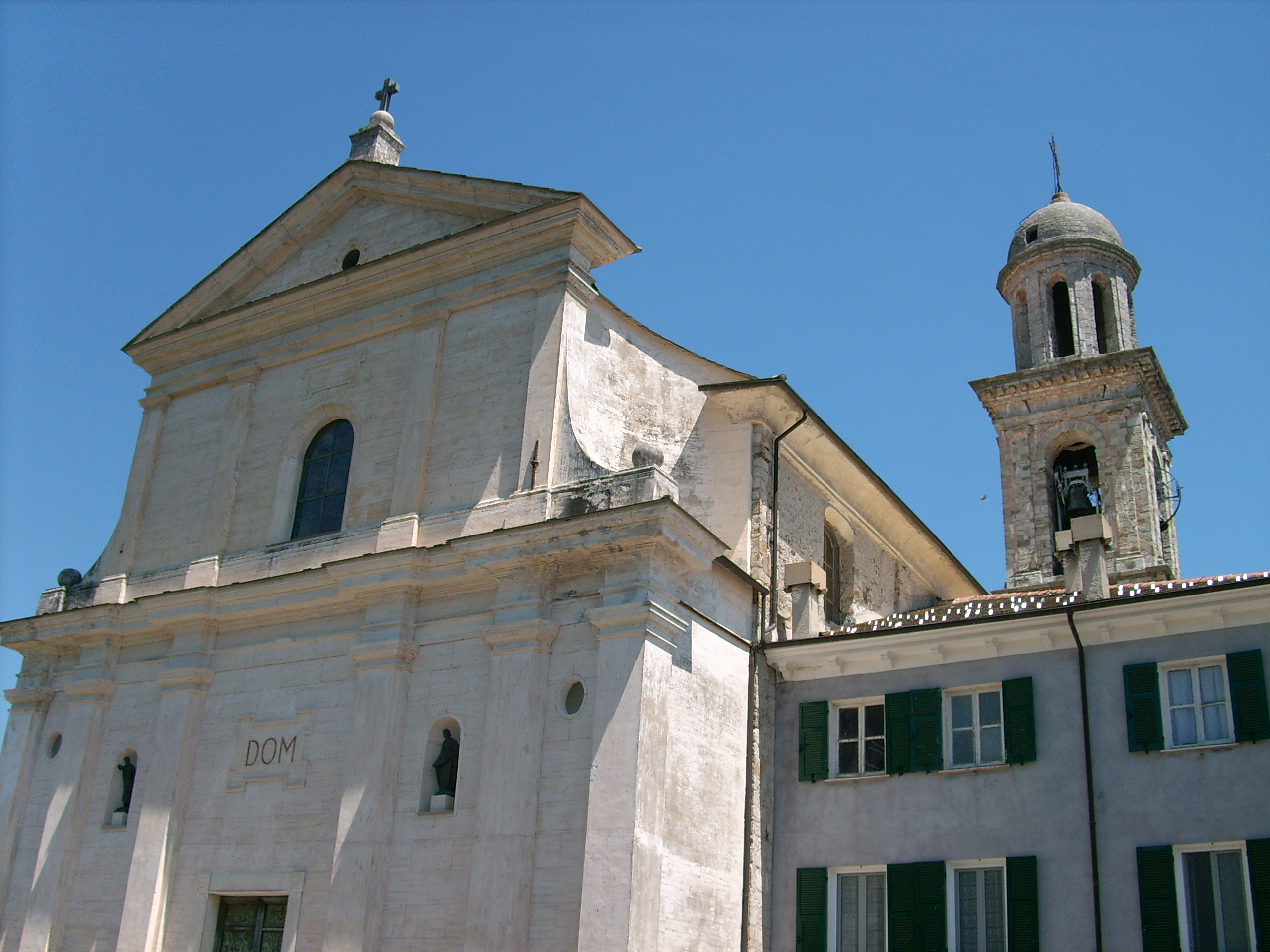
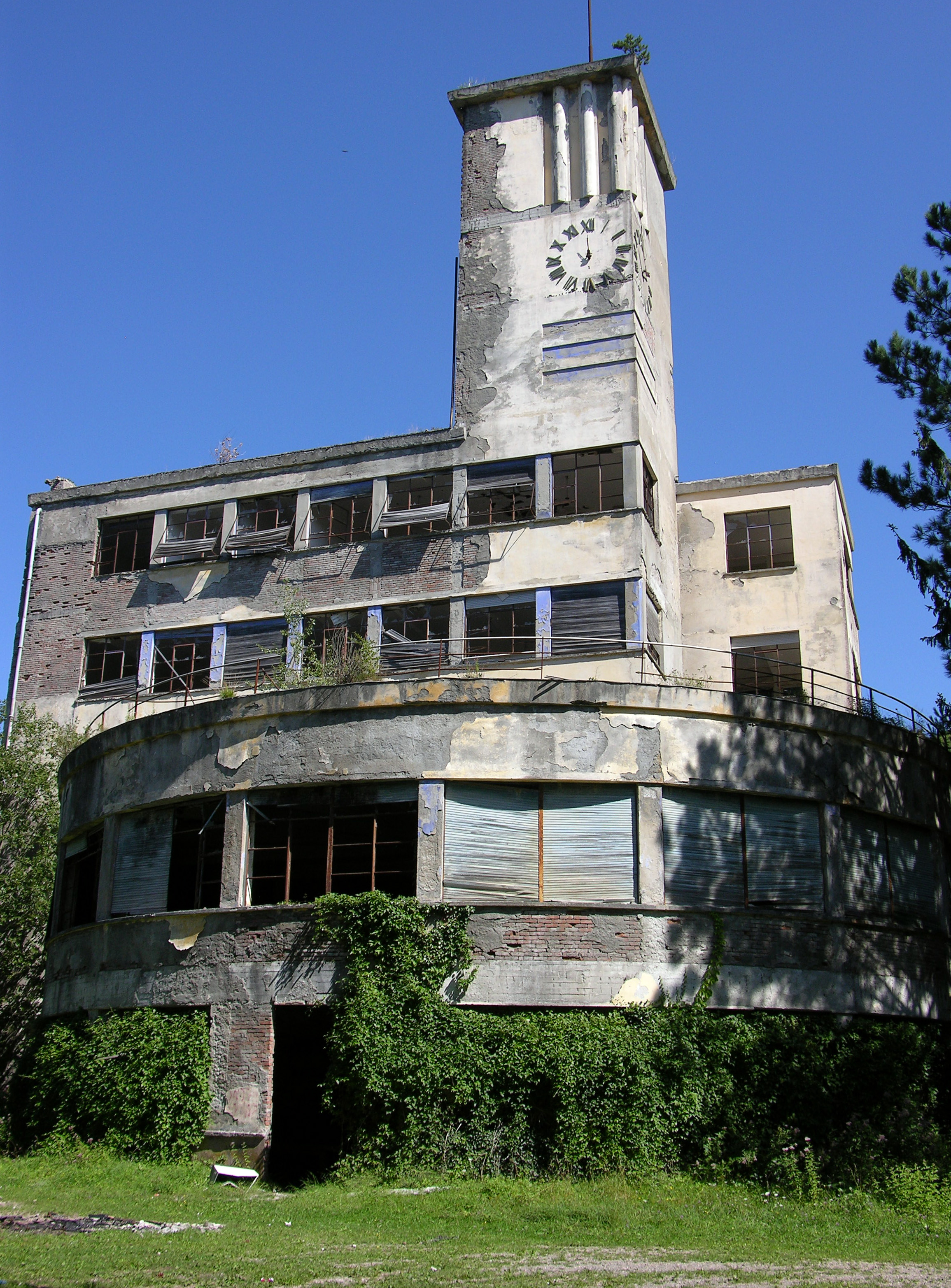
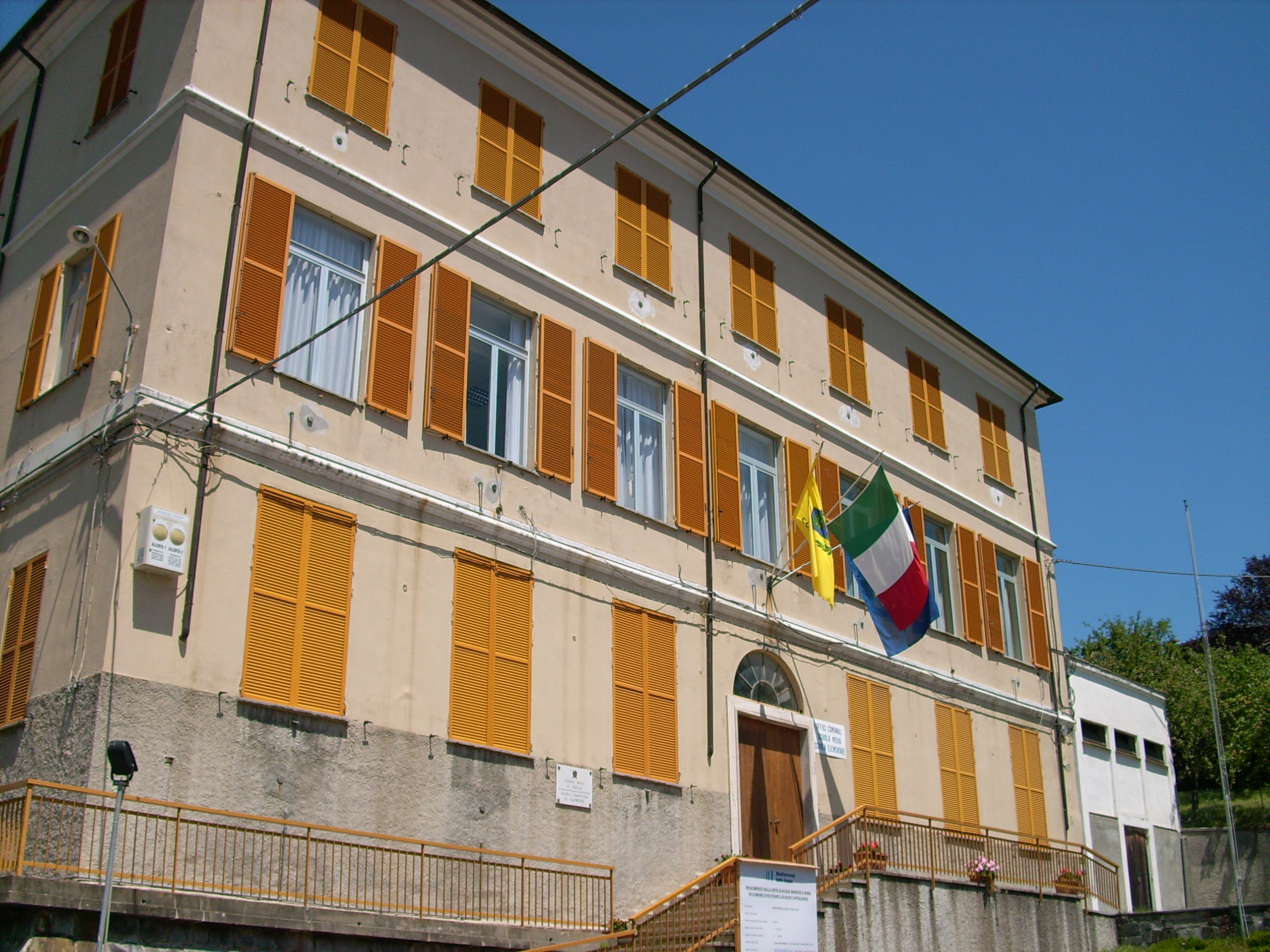